# Nolbystenen
Burestenen o Nolbystenen (en español, piedra de Bure o piedra de Nolby, respectivamente) es una piedra rúnica de la provincia de Medelpad, Suecia, listada en la Rundata con la entrada M 1.

## Descripción
Burestenen fue encontrada en la región de Kvissle-Nolby-Prästbolet, cerca de la desembocadura del río Ljungan en el golfo de Botnia, al sur de Sundsvall. La región entera cuenta con una singular concentración de artefactos de interés histórico. La piedra está ubicada junto a las ruinas de una capilla solariega de la Alta Edad Media. En la zona se encuentran además una colección de tumbas de la época vikinga y doce grandes túmulos del período de las grandes migraciones de la península escandinava, y particularmente en Suecia. Uno de estos túmulos es el más grande de toda Norrland.
Aparte de las runas, Burestenen tiene talladas algunas cruces, marcando el período de cristianización de Medelpad en el siglo XI. Conforme a su ornamentación zoomórfica, está clasificada como inscripción al estilo Ringerike y está datada de entre 1020 y 1050. La inscripción está firmada por Fartägn, maestro grabador de runas (erilaz) vikingo.

### Inscripción[2][3]
En caracteres latinos:

barksuain uk sihuastr uk friþi raistu stain þinsa * aftiʀ buri faþur isin * in farþaihn markaþi

En nórdico antiguo:

Bergsveinn ok Sigfastr ok Fridhi reistu stein thenna eptir Buri/Byri, fodhur sinn. En Farthegn markadhi.

En español:

Bergsven y Sigfast y Fride levantaron esta pierda en memoria de Bure, su padre. Fartägn la ha tallado.